# Richa Chadda
Pour les articles homonymes, voir Chadda.
Richa Chadda, née le 18 décembre 1986 à Amritsar, au Pendjab, en Inde, est une actrice indienne qui travaille dans le cinéma en hindi. Elle est également productrice.

## Biographie
Elle étudie au Collège Saint-Étienne à Delhi.

## Filmographie partielle
Sauf indication contraire, les informations mentionnées dans cette section peuvent être confirmées par la base de données cinématographiques IMDb,  présente dans la section « Liens externes ».

### Actrice

#### Cinéma
- 2008 : Oye Lucky! Lucky Oye! : Dolly
- 2010 : Benny and Babloo : Fedora / Marina
- 2012 : The Epilogue
- 2012 : Gangs of Wasseypur : Nagma Khatoon
- 2013 : Fukrey : Bholi Punjaban
- 2013 : Shorts
- 2013 : Goliyon Ki Rasleela Ram-Leela : Rasila
- 2014 : Words with Gods (segment "God Room") : Meghna
- 2014 : Tamanchey: Pyar Mein Dil Pe Maar De Goli : Babu
- 2015 : Masaan : Devi Pathak
- 2015 : Main Aur Charles : Mira Sharma
- 2016 : Chalk N Duster : journaliste
- 2017 : Sarbjit : Sukhpreet Kaur
- 2017 : Ishqeria : Kuhu
- 2017 : Cabaret
- 2017 : Jia aur Jia : Jia
- 2017 : Ghoomketu : Pagaliya
- 2017 : Raakh
- 2017 : Love Sonia : Madhuri
- 2017 : Fukrey Returns : Bholi Punjaban
- 2017 : 3 Storeys
- 2017 : Aur Devdas : Paro
- 2020 : Panga (en) : Meenu

### Productrice
- 2024 : Girls Will Be Girls de Shuchi Talati (en)

## Distinctions
Sauf indication contraire, les informations mentionnées dans cette section peuvent être confirmées par la base de données cinématographiques IMDb,  présente dans la section « Liens externes ».

### Récompenses
- Filmfare Awards 2013 : prix de la critique de la meilleure actrice pour Gangs of Wasseypur

### Nominations
- Filmfare Awards 2013 : meilleure actrice dans un second rôle pour Gangs of Wasseypur
- Filmfare Awards 2017 : meilleure actrice dans un second rôle pour Sarbjit
- Filmfare Awards 2021 (en) : meilleure actrice dans un second rôle pour Panga (en)